# Дунаевский, Михаил Маркович
Михаи́л (Ме́ндель) Ма́ркович Дунае́вский (18 марта 1910, Кобеляки, Кобелякский уезд, Полтавская губерния, Российская империя — 1963, Москва, СССР) — советский деятель промышленности. Директор завода № 297 в Йошкар-Оле Марийской АССР (Марийского машиностроительного завода) (1943–1950). Кавалер ордена Ленина (1944).

## Биография
Родился 18 марта 1910 года в г. Кобеляки ныне Полтавской области Украины в семье приказчика мануфактурной лавки.
В конце 1920-х — начале 1930-х годов был рабочим в Харькове и Ленинграде. В 1934 году без отрыва от производства окончил Краснопутиловский машиностроительный техникум в Ленинграде.
В 1931 году вступил в ВКП(б).
В 1940—1941 годах — директор военного завода в Изюме Харьковской области, с 1941 года — военного завода в Томске.
В 1943—1950 годах — директор завода № 297 в Йошкар-Оле Марийской АССР (ныне — Марийский машиностроительный завод). Организовал образцовое выполнение заданий Правительства СССР по производству новых видов вооружения.
Награждён орденами Ленина, Трудового Красного Знамени, Отечественной войны I степени и медалями, а также Почётной грамотой Президиума Верховного Совета Марийской АССР. 
Скончался в 1963 году в Москве. Похоронен в Санкт-Петербурге.

## Награды
- Орден Ленина (1944)[1][2]
- Орден Трудового Красного Знамени (1942)[1][2]
- Орден Отечественной войны I степени (1945)[1][2]
- Почётная грамота Президиума Верховного Совета Марийской АССР (1946)[1][2]